# Loška vas
Loška vas (deutsch Auen, auch Sankt Martin in der Au) ist eine Siedlung in der slowenischen Gemeinde Dolenjske Toplice am Nordrand des Kočevski Rog im Südosten des Landes. Die Gegend ist Teil der historischen Region Unterkrain und gehört heute zur Region Jugovzhodna Slovenija (Südost-Slowenien). Das Dorf liegt am rechten Ufer der Krka (dt. Krainer Gurk) gegenüber von Soteska.
Die dem Hl. Martin geweihte Ortskirche gehört zur katholischen Kirchengemeinde Dolenjske Toplice. Es handelt sich um einen Barockbau vom Ende des 17. Jahrhunderts. Das Gebäude steht auf einem Friedhof außerhalb der Siedlung, mitten im Überschwemmungsgebiet der Krka.